# 空軍桃園基地
24°49′25.9″N 120°56′50.9″E / 24.823861°N 120.947472°E

空軍桃園基地（ICAO代碼：RCGM）是位於台灣桃園市的中華民國空軍基地，位於民用桃園國際機場東南部。2007年基地移交中華民國海軍，並更名為海軍桃園基地，使用至2013年8月1日關閉。
桃園基地用地已移撥交通部，現為桃園航空城機場園區一部分。部分範圍因應2016年桃園市政府公告直轄市定古蹟「前空軍桃園基地設施群」，而剔除區段徵收以保存軍事設施。

## 歷史

### 日治時期
桃園空軍基地建立於1944年日治時代，稱為「桃園飛行場」或水斗機場，最早規劃為陸軍飛行場，專門培訓視死如歸的「特攻隊員」。在地的大園人稱此地為「箍仔內」。

### 民國時期
1955年1月27日至2月17日；1955年9月3日至30日，美國空軍第44戰鬥轟炸機中隊部署至空軍桃園基地，裝備F-86軍刀戰鬥機。
1955年2月5日，一架美國空軍F-86軍刀戰鬥機在桃園縣外海與中華民國空軍一架T-33教練機相撞。
1957年，美國空軍第6021偵察中隊的兩架RB-57A偵察機部署至空軍桃園基地，於中華人民共和國上空執行代號“萬人迷（Heartthrob）”的偵察任務，後來這些飛機被RB-57D偵察機取代，作為Diamond Lil項目的一部分。
1958年2月19日-3月1日，隸屬肯塔基州空軍國民警衛隊的偵察特遣隊（Reconnaissance Task Force KENTUCKY）被部署至空軍桃園基地及空軍嘉義基地，裝備RB-57A坎培拉偵察機，並於6月4日-14日再次部署。
1958年9月10日，作為美軍應對八二三砲戰的一部分，美國防空司令部下令第83戰鬥機攔截機中隊的F-104A星式戰鬥機從加州漢密爾頓空軍基地經C-124環球霸王II運輸機空運到空軍桃園基地部署，執行防空和威懾任務，作為代號喬納·埃布爾行動的一部分，第83中隊的中隊長是John W. Bennett中校，作戰官是Carl H. Leo少校。第一架F-104A在抵達空軍桃園基地後30小時，由克羅斯利·J·菲頓中尉（Lt. Crosley J. Fitton）駕駛第83中隊的第一架F-104A升空巡邏，到9月19日，第83中隊共12架F-104A執行台海戰備任務:23，以下12架F-104A曾駐紮在空軍桃園基地：56-0791、56-0795、56-0817、56-0823、56-0828、56-0837、56-0838、56-0842、56-0844、56-0849、56-0850、56-0860。
賈伯瑞中校指揮的第337戰鬥攔截機中隊飛行員從麻塞諸塞州韋斯托弗空軍基地來到空軍桃園基地，於1958年12月第一週與第83戰鬥機攔截中隊（83 FIS）換防。1959年3月，由於局勢緩和，F-104A再次被拆卸並裝載到C-124運輸機上運返加州麥克萊倫空軍基地:24–25。

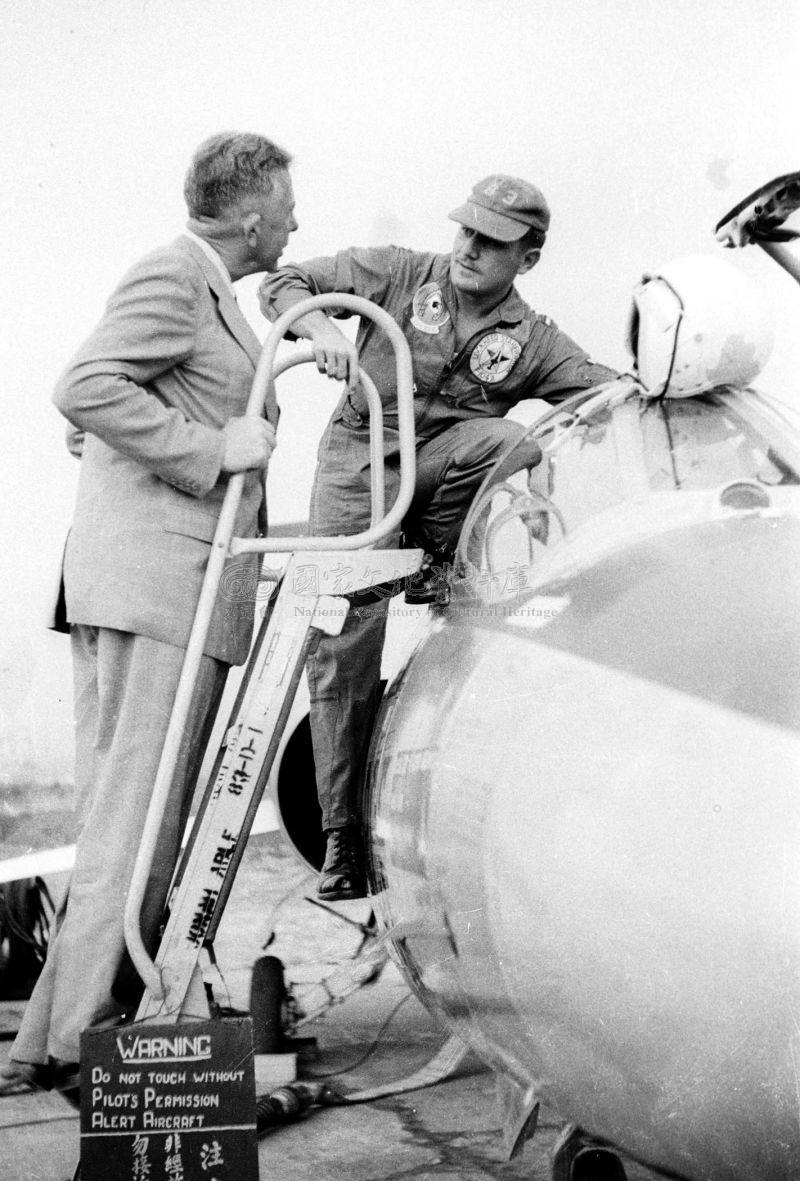
1958年10月12日，美國國防部長尼爾·麥可羅伊在空軍桃園基地視察美國空軍第83戰鬥機攔截中隊
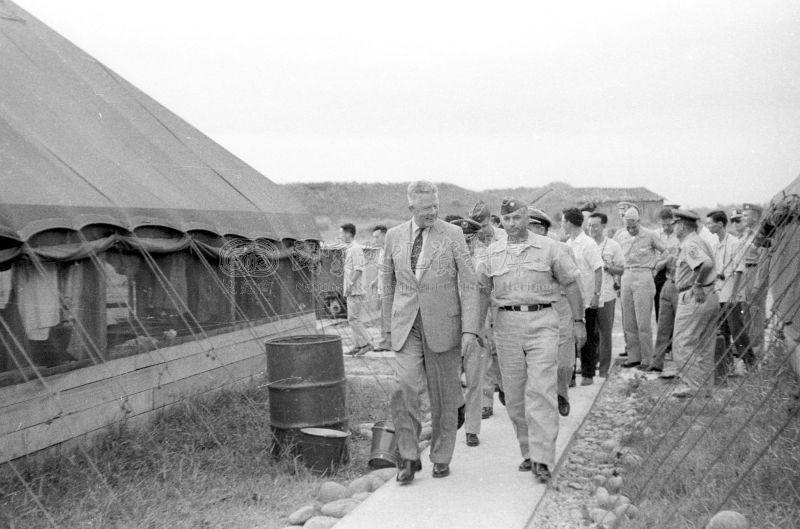
1958年10月12日，美國國防部長尼爾·麥可羅伊視察空軍桃園基地
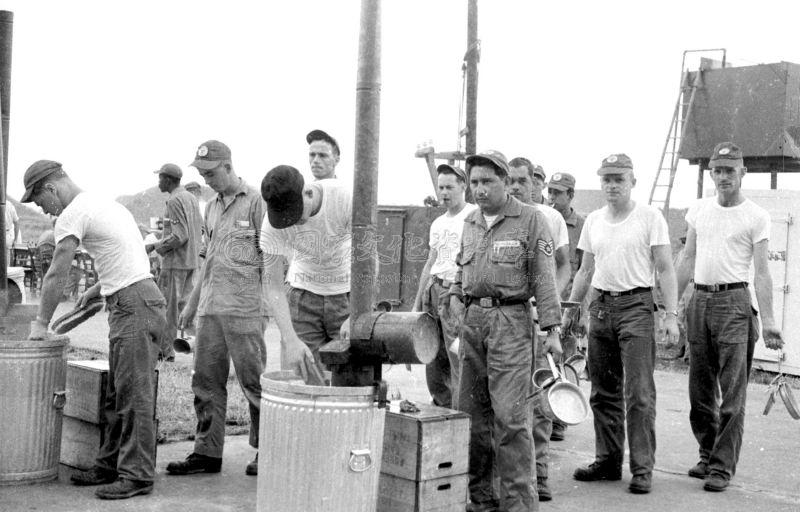
1958年9月17日，駐紮空軍桃園基地的美國空軍官兵在消毒便當盒及餐具
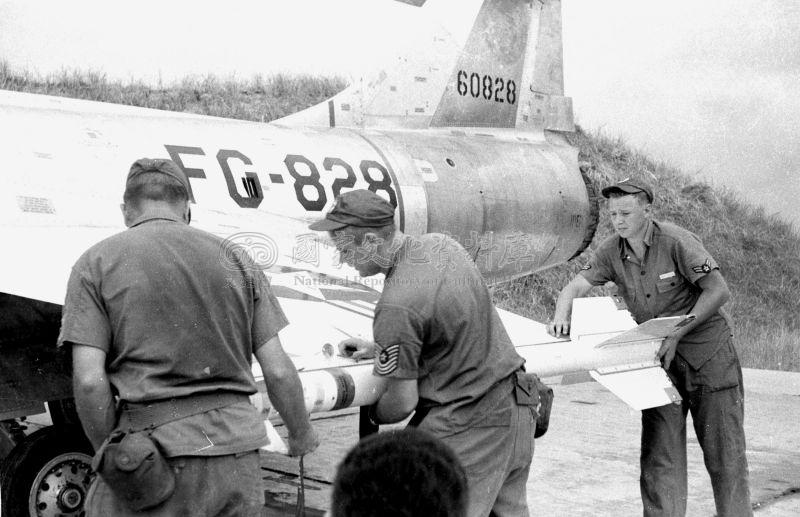
1958年9月17日，第83戰鬥攔截機中隊的士官及士兵掛載AIM-9響尾蛇飛彈至F-104戰鬥機上
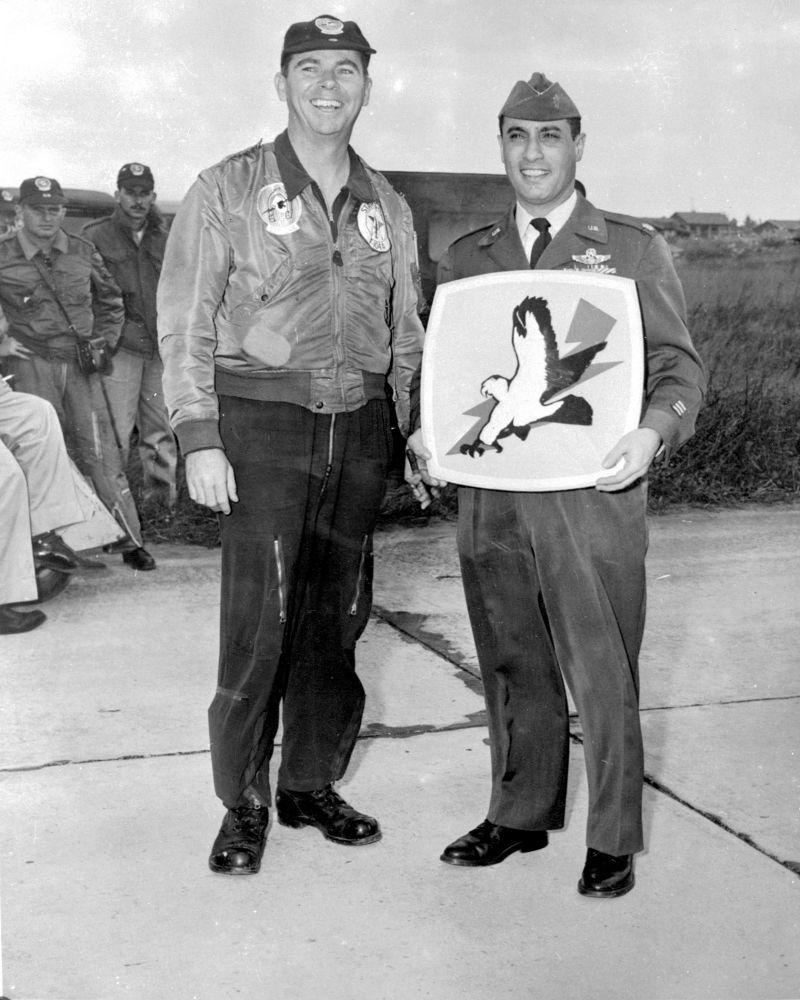
1958年12月6日，美國空軍第337戰鬥攔截機中隊長賈伯瑞（英语：James Jabara）中校率領該中隊飛行及地勤人員飛抵台灣，接替第83戰鬥攔截機中隊的台海防務。圖為賈伯瑞中校（右）抵台時接受83中隊長班乃特中校（J. B. Baunett，左）的歡迎。

1959年7月13日-23日；10月12日-22日，美國空軍第67戰術偵察聯隊從日本橫田空軍基地（Yokota AB）部署RF-101C巫毒式偵察機至空軍桃園基地，執行偵察任務。
1965年11月11日，李顯斌駕解放軍空軍轟-5投誠到台灣，降落在空軍桃園基地，降落時鼻輪折斷衝出跑道，造成飛機毀損，導航員李才旺雙腿骨折、後艙射手廉保生自杀身亡。。
1961年到1974年，操作U-2偵察機的中華民國空軍黑貓中隊總部設在空軍桃園基地，第401戰術混合聯隊的RF-104偵察機及F-5E/F戰鬥機也駐紮在空軍桃園基地。
1962年3月3日，解放軍海軍航空兵第6師第16團3大隊8中隊飛行員劉承司駕駛米格-15戰鬥機從浙江路橋起飛，飛抵臺灣桃園軍機場。

### 廢除
2013年，軍事基地內部隊全數遷出，基地設施仍原地留存，2016年桃園市升格後，經審議指定為市定古蹟，轉為歷史文化空間「前空軍桃園基地設施群」。最初，桃市府文化局劃定了基地內的兩處建築（即照相技術隊營舍與 35 中隊飛機棚廠區）為市定古蹟，目前基地設施群已增為九處市定古蹟。

## 黑貓傳奇
1950年代末，中美合作「快刀計畫」（Project Razor），由美國提供飛機、設備、訓練和技術，台灣出飛行員，成立極機密偵察部隊。1961年，一群當時最頂尖的飛行員被送到美國去受訓，量身訂做U-2使用壓力衣（一件美金15萬）；台灣則以「空軍氣象偵察研究組」名義成立35中隊，駐紮於橫越海峽最短距的桃園基地。隊員陳懷生以黑貓圖案設計隊徽，因而稱為「黑貓中隊」。
「黑貓中隊」駕駛「U-2偵察機」行駛在七萬呎高空，使敵方難以偵測攻擊。U-2 機身輕、機翼長，起飛、降落都不易操控，「超速」和「失速」之間僅差10浬，駕駛異常困難，飛行員因而折損慘重。黑貓中隊前後僅28名飛行員，執行220次任務，共折損10名飛行員，2名受俘。黑貓中隊成立13年間，偵查了中國兩次核試爆以及各地的重要軍事設施，最後因為美中關係改善，在1970年後停止任務，1974年中止計劃。

## 榮譽
1958年八二三砲戰時期的台海空戰，駐紮空軍桃園基地的中華民國空軍第五大隊以F-86軍刀戰鬥機擊落中共21架米格機的戰績，獲頒榮譽虎旗，為中華民國空軍唯一擁有此榮耀的部隊。

## 駐紮單位

### 日治時期
- 大日本帝國陸軍飛行戰隊（1944年～1945年）
  - 日本陸軍特別攻擊隊
    - 誠　第119飛行隊
中島一式戰機、川崎三式戰機
    - 飛行第10戰隊
中島一式戰機、川崎三式戰機
    - 誠　第15飛行隊
中島一式戰機、川崎三式戰機

### 駐台美軍
- 美軍顧問團（1950年～1979年）
  - 美軍協防台灣司令部
    - 第83戰鬥攔截機中隊
F-86F、F-104A

### 作戰指揮所時期
- 中華民國空軍（1945年～1953年）
  - 桃園基地作戰指揮所
    - 第五戰術驅逐機大隊
P-38L、P-47N、P-51D

### 第五(401)聯隊時期
- 中華民國空軍（1953年～1998年）
  - 第五(401)戰術混合聯隊
    - 第五戰術戰鬥機大隊
      - 第十七戰術戰鬥機中隊
T-33A、F-100A/F、F-5A/B、
T-38A、F-5E/F
      - 第廿六戰術戰鬥機中隊
T-33A、F-86F、F-5A/B、
T-38A、F-5E/F
      - 第廿七戰術戰鬥機中隊
T-33A、F-86F、F-5A/B、
T-38A、F-5E/F

    - 第六戰術偵察大隊
      - 照相技術中隊
      - 第四戰術偵察機中隊
RB-25C、RP-51F、RB-57A/D、
RF-86F、RF-100A、RF-101A
      - 第十二戰術偵察機隊
 RB-25C、RP-38L、RT-33A、
RF-86F、RF-84F、RF-104G、
R-CH-1、RF-5E

    - 第卅五戰略偵察中隊(獨立隊)
U-2C/R、U-3、T-33A
    - 第五修護補給大隊
    - 第五基地勤務大隊
      - 第五通航資中隊
        - 通信分隊
        - 航管分隊
        - 資訊分隊

      - 第五醫務中隊
      - 第五基地天氣中心
      - 防砲301營
      - 警衛第五營

### 桃指部時期
- 中華民國空軍（1998年～2005年）
  - 桃園基地指揮部
    - 第八戰術戰鬥機大隊
      - 照相技術隊
      - 第四戰術偵察機中隊　 RF-5E
      - 第十四戰術戰鬥機中隊 F-5E/F
      - 第十五戰術戰鬥機中隊 F-5E/F
      - 第十六戰術戰鬥機中隊 F-5E/F

備註：第十四中隊於1999年併入第455聯隊，成為F-16換裝訓練隊，2004年11月1日遭到裁撤。第十五、十六中隊則於2005年7月1日與桃指部、第八大隊一起裁撤。第四中隊於2005年7月1日東遷花蓮，併入第十二偵照隊，成為其下轄的「虎眼分隊」。隊部在中壢的照相技術隊，則在2005年7月1日東遷花蓮，改隸第401聯隊。

### 海軍基地時期
- 中華民國海軍（2005年～2013年）
  - 海軍反潛航空指揮部
    - 第一飛行大隊(定翼機隊)
      - 第133反潛作戰中隊
S-2T反潛巡邏機
      - 第134反潛作戰中隊
S-2T反潛巡邏機

    - 第二飛行大隊(旋翼機隊)
      - 第501反潛作戰中隊
500MD/ASW反潛直升機
      - 第701反潛作戰中隊(左營)
S-70C(M)-1反潛直升機
      - 第702反潛作戰中隊(左營)
S-70C(M)-2反潛直升機

    - 海軍修護補給大隊
      - 海軍設施中隊
      - 海軍車輛中隊

    - 海軍基地勤務大隊
      - 海軍基勤第一中隊
      - 海軍基勤第二中隊(左營)
      - 海軍通航資中隊
        - 通信分隊
        - 航管分隊
        - 資訊分隊

      - 海軍醫務中隊

備註：海軍第133中隊，就是空軍第33中隊；
　　　海軍第134中隊，就是空軍第34中隊。
無論隸屬哪個軍種，反潛定翼機隊一直都是海軍與空軍共同執勤。

## 重啟與爭議
- 2007年初因政策關係將海軍航空指揮部移防桃園基地，引發不少爭端。2012年因桃園航空城計畫，又將海軍航空指揮部遷回花蓮基地，被批評為政策錯誤。[17][18]

- 2023年1月8日晚間，中國人民解放軍於臺灣週邊實施軍演，中華民國空軍共驅離57架次的來犯共機，對此時任立法院臺灣民眾黨黨團總召及立法委員邱臣遠於9日指出：「此次軍演擾台範圍明顯擴大，除了東北部空域外，其餘空域皆出現為數不少的共機，面對中共解放軍常態性的侵擾，北台灣空防漏洞逐漸顯露，光靠空軍新竹基地幻象2000戰鬥機的緊急起飛攔截已不足應付，應重啟空軍桃園基地，分擔北部空防重任」，邱氏亦表示：「昨夜共機擾台規模宛如去年8月軍演翻版，拉高兩岸對立情勢，而面對中國人民解放軍常態性的飛越侵擾，北台灣空防漏洞逐漸顯露，幻象戰機從新竹空軍基地起飛到抵達侵擾空域，需耗時15分鐘，對於驅離解放軍與防衛領空而言，時間上的挑戰很大，但若從空軍桃園基地起飛，只需要6分鐘即可抵達東北空域」[19]；國防部空軍司令部對此則表示：「國軍對所有軍事設施，均依作戰需要審慎規劃評估，各項戰備整備均依敵情威脅及國防安全需要與時俱進」[20]；但有空軍官員及學者認為，桃園與新竹距離短，現代戰爭為視距外作戰，且共機自對岸一起飛，國軍的雷達都看得到，重啟將是不必要國防投資，與其重啟機場，不如強化防空，並研擬提升戰備狀態與縮短反應時間[21]。對於重啟基地議題使地方十分反彈，桃園大園區埔心里里長盧宜芳說：「安置土地抽籤與配地作業正進行，若要重啟恐怕造成航空城推動困擾」；大海里里長陳雲清也說：「航空城計畫『頭都洗下去了』，第三跑道徵收範圍內許多里別，都會遷移到基地範圍內，認為不太可能重啟，會引起不小民怨」；桃園市議員游吾和表示：「航空城過去爭議多，好不容易走上軌道，如今有民代喊出重啟，豈不是推翻徵收案，陷政府於不義，往後要叫人民如何信賴政府，因此不希望重啟基地」；桃園市議員徐其萬更質疑提議者並表示：「『到底了不了解桃園的狀況』，航空城未來有望成為台灣科技樞紐、經濟領頭羊，國家要建設才會進步，經濟有發展才能奠定國防戰力，幾十年來中央與地方積極推動航空城建設，期待兩岸繼續溝通和平共存」[22]。